# Edmour Carré
Edmour Carre, né à Saint-Siméon au Québec le 13 août 1933 et mort le 25 décembre 2014, est un gardien de phare et un mémorialiste québécois. Il fut l'un des derniers gardiens de phares du Saint-Laurent.

## Biographie

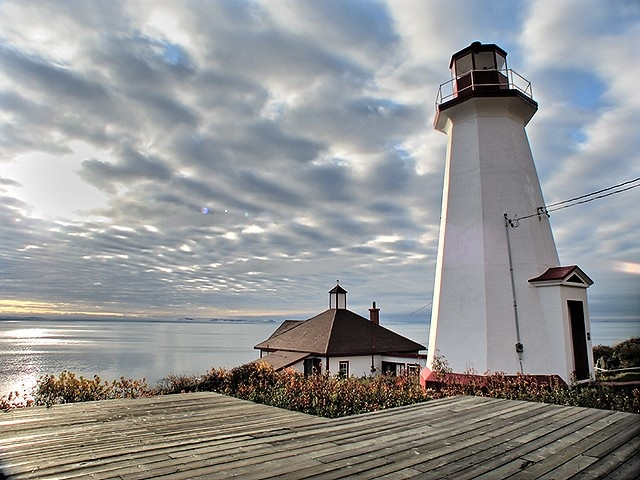
Phare du Cap-au-Saumon

Né dans le hameau de Port-au-Persil d'un père gardien de phare, Edmour Carre s'est destiné à ce métier dès l'âge de 17 ans. Il a passé de nombreuses années à garder les phares de Cap-de-la-Table et de Pointe-Carleton sur l'île d'Anticosti, puis celui de Cap-au-Saumon, près de Saint-Siméon. Il est l'un des derniers gardiens de phare à avoir exercé sa profession en famille.
À partir de 1972, il travailla comme technicien à l'automatisation des phares de l'est du Canada.

## Honneurs
En 2011, M. Carré reçoit le Prix du patrimoine de Charlevoix dans la catégorie «Porteur de traditions», soulignant sa contribution à la préservation du patrimoine de Charlevoix. Ce prix lui vaut d'être l'objet d'une exposition à Baie-Saint-Paul (2011), puis au Musée de Charlevoix de La Malbaie (2011-2012).
Il est un des personnages principaux du documentaire Les derniers gardiens, de Dominic Lavoie.